# Saint-Cassien, Dordogne
Saint-Cassien là một xã, nằm ở tỉnh Dordogne vùng Aquitaine của Pháp. Xã này có diện tích 4,72 kilômét vuông, dân số năm 2006 là 32 người. Xã nằm ở khu vực có độ cao trung bình 175 m trên mực nước biển.

## Thông tin nhân khẩu
| Năm    | 1962 | 1968 | 1975 | 1982 | 1990 | 1999 | 2006 |
| ------ | ---- | ---- | ---- | ---- | ---- | ---- | ---- |
| Dân số | 68   | 53   | 43   | 35   | 40   | 35   | 32   |